# Legge 14 agosto 1991, n. 281
La Legge 14 agosto 1991, n. 281, in materia di "Legge quadro in materia di animali di affezione e prevenzione del randagismo." è una legge della Repubblica Italiana in materia di tutela degli animali da compagnia nonché prevenzione e contrasto al fenomeno del randagismo.

## Contenuto
La legge si compone di 9 articoli:
- Nell'articolo 1 viene introdotto il principio per il quale lo Stato promuove e disciplina la tutela degli animali di affezione, condanna gli atti di crudeltà contro di essi, i maltrattamenti ed il loro abbandono.
- Nell'articolo 2 viene disciplinata la gestione del randagismo specificando inoltre che gli animali catturati non possono essere uccisi, non possono essere utilizzati per la sperimentazione animale e la soppressione può avvenire solo ad opera di un veterinario per i casi di malattia grave non curabile.
- Nell'articolo 3 vengono definite le competenza delle regioni, tra cui l'istituzione dell'anagrafe canina.
- Nell'articolo 4 vengono definite le competenze dei comuni, che possono avvalersi del supporto delle associazioni animaliste.
- Nell'articolo 5 vengono affrontate le sanzioni relative all'abbandono e alla mancata registrazione presso l'anagrafe canina e le sanzioni relative al commercio di animali per la sperimentazione animale in violazione della legge vigente.
- Negli articoli dal 6 al 9 vengono affrontati gli aspetti economici della normativa.